# Glacier Haynes
Le glacier Haynes est un grand glacier circulant vers la côte Walgreen de la terre Marie Byrd dans la partie occidentale de l'Antarctique, à l'est du mont Murphy.
Il a été cartographié par l'United States Geological Survey à partir d'enquêtes et de photos aériennes de l'US Marine effectuées de 1959 à 1966. Il a été nommé par le Advisory Committee on Antarctic Names d'après le nom du major John W. Haynes du Corps des Marines des États-Unis, un pilote d'avion pendant l'opération Deep Freeze (1967-1968), qui a fait un vol photographique sur ce glacier, le 1er janvier 1967.